# Mordovija Arena
Mordovija Arena nogometni je stadion u Saransku u Rusiji izgrađen za potrebe Svjetskog nogometnog prvenstva u Rusiji 2018. godine. Nalazi se u samom središtu grada uz obale rijeke Insar. Građen je od 2010. godine do travnja 2018. godine, a troškovi izgradnje iznosili su 450 milijuna dolara. Izgrađeni kapacitet iznosi 44.442 mjesta za Svjetsko prvenstvo, a zatim se planira smanjiti na 28.000 mjesta. U planu je, navedeni stadion dodijeliti lokalnom nogometnom klubu NK Mordovija za prvenstvene utakmice Prve ruske nogometne lige.

## Dizajn
U nastojanju da se održi Svjetsko prvenstvo 2018., FIFA je privremeno za dizajn zadužila njemačkog arhitekta Tim Hupa. Za konačnu predstavu stadiona odabrana je lokalna tvrtka SaranskGraždanProekt. Prostor bi trebao imati jednostavan izgled zdjelice s narančastim sjedalima i kapacitet za 44.442 ljudi, ali samo tijekom turnira. Nakon Svjetskog prvenstva 2018., gornji dijelovi stadiona bit će rastavljeni, čime se smanjuje kapacitet na 28.000 mjesta. Prostor s maloprodajnim prostorom i prostor za odmor bit će stvoren između tribina i krova. Ovalni stadion ima dvokatni podrum i pet etaža. Trava za stadion uvezena je iz Kanade, a ispod nje bit će 37 km grijača.

## FIFA Svjetsko prvenstvo 2018.
Na stadionu će se održati četiri utakmice skupine na Svjetskom prvenstvu 2018. Prva utakmica tzv. probna utakmica zakazana je za 21. travnja 2018.
| Datum            | Vrijeme | Momčad 1  | Rezultat | Momčad 2 | Skupina   | Broj posjetitelja |
| ---------------- | ------- | --------- | -------- | -------- | --------- | ----------------- |
| 16. lipnja 2018. | 19:00   | Peru      | 0:1      | Danska   | Skupina C | 40.502            |
| 19. lipnja 2018. | 15:00   | Kolumbija | 1:2      | Japan    | Skupina H | 40.842            |
| 25. lipnja 2018. | 21:00   | Iran      | 1:1      | Portugal | Skupina B | 41.685            |
| 28. lipnja 2018. | 21:00   | Panama    | 1:2      | Tunis    | Skupina G | 37.168            |

## Vanjske poveznice
- FIFA Informacije o stadionu  Arhivirana inačica izvorne stranice od 12. listopada 2017. (Wayback Machine) (rus.)